# 1987-es Copa América
Az 1987-es Copa América a 33. kiírása volt a dél-amerikai válogatottak első számú tornájának. A tornát a CONMEBOL szervezte, melynek a házigazdája Argentína volt. A tornát Uruguay nyerte meg.

## Résztvevők
| - Argentína - Bolívia - Brazília - Chile - Ecuador | - Kolumbia - Paraguay - Peru - Uruguay - Venezuela |

## Eredmények
A tíz résztvevőből az 1983-as Copa América győztese, Uruguay kiemelként az elődöntőbe került. A további kilenc csapatot 3 darab 3 csapatos csoportba sorsolták. A csoportok végső sorrendje körmérkőzések után alakult ki. A győzelem kettő, a döntetlen egy pontot ért. A csoportok első helyezettje jutott tovább az elődöntőbe, ahol Uruguay is csatlakozott. Innen egyenes kieséses rendszerben folytatódtak a küzdelmek.

### Csoportkör
| Jelmagyarázat                                                        |
| -------------------------------------------------------------------- |
| A csoportok első helyezettje bejutott az egyenes kieséses szakaszba. |
| A csoportok második és harmadik helyezettjei kiestek.                |

#### A csoport
| Csapat    | M | Gy | D | V | G+ | G– | Gk | P |
| --------- | - | -- | - | - | -- | -- | -- | - |
| Argentína | 2 | 1  | 1 | 0 | 4  | 1  | +3 | 3 |
| Peru      | 2 | 0  | 2 | 0 | 2  | 2  | 0  | 2 |
| Ecuador   | 2 | 0  | 1 | 1 | 1  | 4  | –3 | 1 |

| 1987. június 27. |

| Argentína    | 1–1   | Peru      |
| ------------ | ----- | --------- |
| Maradona 47' | (0–0) | Reyna 59' |

| Estadio Monumental, Buenos Aires Nézőszám: 40 000 Játékvezető: Armando Pérez Hoyos (kolumbiai) |

| 1987. július 2. |

| Argentína                                | 3–0   | Ecuador |
| ---------------------------------------- | ----- | ------- |
| Caniggia 50' Maradona 67' (11-esből) 85' | (0–0) |         |

| Estadio Monumental, Buenos Aires Nézőszám: 30 000 Játékvezető: Romualdo Arppi Filho (brazil) |

| 1987. július 4. |

| Peru        | 1–1   | Ecuador  |
| ----------- | ----- | -------- |
| La Rosa 87' | (0–0) | Cuvi 72' |

| Estadio Monumental, Buenos Aires Nézőszám: 10 000 Játékvezető: Asterio Martínez (paraguayi) |

#### B csoport
| Csapat    | M | Gy | D | V | G+ | G– | Gk | P |
| --------- | - | -- | - | - | -- | -- | -- | - |
| Chile     | 2 | 2  | 0 | 0 | 7  | 1  | +6 | 4 |
| Brazília  | 2 | 1  | 0 | 1 | 5  | 4  | +1 | 2 |
| Venezuela | 2 | 0  | 0 | 2 | 1  | 8  | –7 | 0 |

| 1987. június 28. |

| Brazília                                                                 | 5–0   | Venezuela |
| ------------------------------------------------------------------------ | ----- | --------- |
| Edú Marangón 33' Morovic 39' (öngól) Careca 66' Nelsinho 72' Romário 89' | (2–0) |           |

| Estadio Olímpico Chateau Carreras, Córdoba Nézőszám: 8 000 Játékvezető: Elías Jácome (ecuadori) |

| 1987. június 30. |

| Chile                                  | 3–1   | Venezuela             |
| -------------------------------------- | ----- | --------------------- |
| Letelier 17' Contreras 70' Salgado 83' | (1–1) | Acosta 24' (11-esből) |

| Estadio Olímpico Chateau Carreras, Córdoba Nézőszám: 5 000 Játékvezető: Luis Barrancos (bolíviai) |

| 1987. július 3. |

| Chile                          | 4–0   | Brazília |
| ------------------------------ | ----- | -------- |
| Basay 41' 68' Letelier 48' 75' | (1–0) |          |

| Estadio Olímpico Chateau Carreras, Córdoba Nézőszám: 15 000 Játékvezető: Juan Daniel Cardellino (uruguayi) |

#### C csoport
| Csapat   | M | Gy | D | V | G+ | G– | Gk | P |
| -------- | - | -- | - | - | -- | -- | -- | - |
| Kolumbia | 2 | 2  | 0 | 0 | 5  | 0  | +5 | 4 |
| Bolívia  | 2 | 0  | 1 | 1 | 0  | 2  | –2 | 1 |
| Paraguay | 2 | 0  | 1 | 1 | 0  | 3  | –3 | 1 |

| 1987. június 28. |

| Paraguay | 0–0 | Bolívia |
| -------- | --- | ------- |
|          |     |         |

| Estadio Gigante de Arroyito, Rosario Nézőszám: 5 000 Játékvezető: Enrique Labó (perui) |

| 1987. július 1. |

| Kolumbia                   | 2–0   | Bolívia |
| -------------------------- | ----- | ------- |
| Valderrama 34' Iguarán 89' | (1–0) |         |

| Estadio Gigante de Arroyito, Rosario Nézőszám: 5 000 Játékvezető: Gastón Castro (chilei) |

| 1987. július 5. |

| Kolumbia           | 3–0   | Paraguay |
| ------------------ | ----- | -------- |
| Iguarán 8' 34' 50' | (2–0) |          |

| Estadio Gigante de Arroyito, Rosario Nézőszám: 10 000 Játékvezető: Francisco Lamolina (argentin) |

### Egyenes kieséses szakasz
|  |                           |           |           |                           |   |       |       |       |
|  | Elődöntők                 | Elődöntők | Elődöntők |                           |   | Döntő | Döntő | Döntő |
|  | Elődöntők                 | Elődöntők | Elődöntők |                           |   | Döntő | Döntő | Döntő |
|  | július 8. – Córdoba       |           |           |                           |   |       |       |       |
|  |                           |           |           |                           |   |       |       |       |
|  | Chile                     | Chile     | 2         |                           |   |       |       |       |
|  | Chile                     | Chile     | 2         | július 12. – Buenos Aires |   |       |       |       |
|  | Kolumbia                  | Kolumbia  | 1         |                           |   |       |       |       |
|  | Kolumbia                  | Kolumbia  | 1         |                           |   | Chile | Chile | 0     |
|  | július 9. – Buenos Aires  |           |           |                           |   | Chile | Chile | 0     |
|  |                           |           | Uruguay   | Uruguay                   | 1 |       |       |       |
|  | Uruguay                   | Uruguay   | Uruguay   | Uruguay                   | 1 | 1     |       |       |
|  | Uruguay                   | Uruguay   |           |                           |   |       |       |       |
|  | Argentína                 | Argentína | 0         |                           |   |       |       |       |
|  | Argentína                 | Argentína | 0         | Bronzmérkőzés             |   |       |       |       |
|  |                           |           |           |                           |   |       |       |       |
|  | július 11. – Buenos Aires |           |           |                           |   |       |       |       |
|  |                           |           |           |                           |   |       |       |       |
|  | Kolumbia                  | Kolumbia  | 2         |                           |   |       |       |       |
|  | Kolumbia                  | Kolumbia  | 2         |                           |   |       |       |       |
|  | Argentína                 | Argentína | 1         |                           |   |       |       |       |
|  | Argentína                 | Argentína | 1         |                           |   |       |       |       |

#### Elődöntők
| 1987. július 8. |

| Chile                  | 2–1 (h. u.)     | Kolumbia              |
| ---------------------- | --------------- | --------------------- |
| Astengo 106' Vera 108' | (0–0, 0–0, 0–1) | Redín 103' (11-esből) |

| Chateau Carreras, Córdoba Nézőszám: 10 000 Játékvezető: Romualdo Arppi Filho (brazil) |

| 1987. július 9. |

| Uruguay       | 1–0   | Argentína |
| ------------- | ----- | --------- |
| Alzamendi 43' | (1–0) |           |

| Estadio Monumental, Buenos Aires Nézőszám: 75 000 Játékvezető: Elías Jácome (ecuadori) |

#### Bronzmérkőzés
| 1987. július 11. |

| Kolumbia             | 2–1   | Argentína    |
| -------------------- | ----- | ------------ |
| Gómez 8' Galeano 27' | (2–0) | Caniggia 86' |

| Estadio Monumental, Buenos Aires Nézőszám: 15 000 Játékvezető: Bernardo Corujo (venezuela) |

#### Döntő
| 1987. július 12. |

| Chile | 0–1   | Uruguay        |
| ----- | ----- | -------------- |
|       | (0–0) | Bengoechea 56' |

| Estadio Monumental, Buenos Aires Nézőszám: 35 000 Játékvezető: Romualdo Arppi Filho (brazil) |

| Az 1987-es Copa América győztese |
| -------------------------------- |
| URUGUAY 13. cím                  |

### Gólszerzők
| 4 gólos - Arnoldo Iguarán 3 gólos - Diego Maradona - Juan Carlos Letelier 2 gólos - Claudio Caniggia - Ivo Basay | 1 gólos - Careca - Edú Marangón - Nelsinho - Romário - Fernando Astengo - Jorge Contreras - Sergio Salgado - Jaime Vera - Hamilton Cuvi | 1 gólos (folytatás) - Juan Galeano - Gabriel Jaime Gómez - Bernardo Redín - Carlos Valderrama - Eugenio La Rosa - Luis Reyna - Antonio Alzamendi - Pablo Bengoechea - Pedro Acosta öngólos - Zdenko Morovic |

### Végeredmény
Az első négy helyezett utáni sorrend nem tekinthető hivatalosnak, mivel ezekért a helyekért nem játszottak mérkőzéseket. Ezért e helyezések meghatározásához az alábbiak lettek figyelembe véve:
1. több szerzett pont
2. jobb gólkülönbség
3. több szerzett gól

A hazai csapat eltérő háttérszínnel kiemelve.
| Helyezés | Nemzet    | M | Gy | D | V | G+ | G– | Gk | P |
| -------- | --------- | - | -- | - | - | -- | -- | -- | - |
| Arany    | Uruguay   | 2 | 2  | 0 | 0 | 2  | 0  | +2 | 4 |
| Ezüst    | Chile     | 4 | 3  | 0 | 1 | 9  | 3  | +6 | 6 |
| Bronz    | Kolumbia  | 4 | 3  | 0 | 1 | 8  | 3  | +5 | 6 |
| 4.       | Argentína | 4 | 1  | 1 | 2 | 5  | 4  | +1 | 3 |
|          |           |   |    |   |   |    |    |    |   |
| 5.       | Brazília  | 2 | 1  | 0 | 1 | 5  | 4  | +1 | 2 |
| 6.       | Peru      | 2 | 0  | 2 | 0 | 2  | 2  | 0  | 2 |
| 7.       | Bolívia   | 2 | 0  | 1 | 1 | 0  | 2  | –2 | 1 |
| 8.       | Ecuador   | 2 | 0  | 1 | 1 | 1  | 4  | –3 | 1 |
| 9.       | Paraguay  | 2 | 0  | 1 | 1 | 0  | 3  | –3 | 1 |
| 10.      | Venezuela | 2 | 0  | 0 | 2 | 1  | 8  | –7 | 0 |

## Külső hivatkozások
- Copa América 1987